# غالياتسو الأول فيسكونتي
غالياتسو الأول فيسكونتي (21 يناير 1277 - 6 أغسطس 1328) حاكم ميلانو من عام 1322 حتى 1327.
ابن ماتيو فيسكونتي وبوناكوزا بوري ، تزوج في عام 1300 من بياتريشي ديستي.
يـُقال أن غالياتسو وُلد في نفس اليوم الذي هزم فيه عم والده أوتوني فيسكونتي غيبلينيي عائلة ديلا توري في معركة ديزيو.